# Ludwig Friedrich August von Cölln

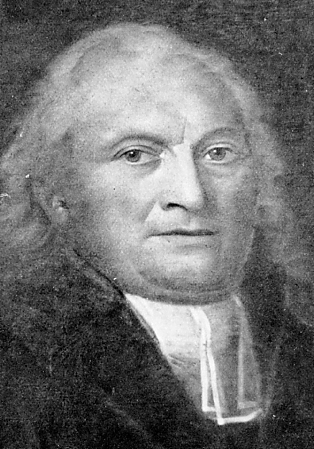
Ludwig Friedrich August von Cölln

Ludwig Friedrich August von Cölln (* 27. Juli 1753 in Heiden; † 18. Februar 1804 in Detmold) war ein deutscher evangelischer Geistlicher und Autor.

## Leben
Cölln kam in Heiden zur Welt, heute ein Ortsteil der lippischen Stadt Lage. Er war der älteste Sohn des aus einer mecklenburgischen Adelsfamilie stammenden Predigers Georg Conrad von Cölln (1715–1789) und der Elisabeth Margaretha Cornelia, geb. Tileman von Schenk (* um 1724; † 19. Oktober 1782). Seine jüngeren Brüder waren Georg Conrad von Cölln, der später Hilfsprediger wurde, und der preußische Kriegsrat und Publizist Friedrich von Cölln.
Am 17. September 1786 heiratete Cölln die in Bremen geborene Sarah Esther Merrem (1764–1838). Aus der Ehe gingen neun Kinder hervor, darunter die Söhne Daniel Georg Konrad von Coelln (* 21. Dezember 1788 in Oerlinghausen; † 17. Februar 1833 in Breslau), Johann Theodor von Cölln (* 6. Juni 1793 in Oerlinghausen; † 6. Februar 1871 in Halle), Friedrich Wilhelm Leopold von Cölln (1801–1883), ein Schulfreund Christian Dietrich Grabbes, und August von Cölln (* 1804; † 7. Juni 1865 in Detmold).
Zu Cöllns Schul- und Jugendfreunden gehörten unter anderem der Bibliothekar und Schriftsteller Johann Lorenz Benzler (1747–1817) sowie der Jurist Christian Konrad Wilhelm von Dohm (1751–1820).
Bis 1796 war Cölln Pastor in der Alexanderkirche zu Oerlinghausen. Danach wurde er zum Nachfolger des Generalsuperintendenten Johann Ludwig Ewald, des obersten Seelsorgers der Lippischen Landeskirche. Dieses Amt bekleidete Cölln bis zu seinem Tod am 18. Februar 1804.

### Nachruf
„Ein sehr treflicher Mann ist weniger unter den Lebendigen, zurückgekehrt in den Himmel, wohin er sich sehnte, und dem er immer schon durch seinen hohen religieusen Sinn und fleckenlosen reinen Wandel vorzugsweise angehörte. Denn am 18ten Februar ward Ludwig Friedrich August von Cölln, Fürstlich Lippischer General-Superintendent und Consistoralrath verewiget. Nur bis in das 51ste Jahr brachte er sein rastlos thätiges, seinem Vaterlande so gemeinnütziges Leben, unaussprechlich viel hat er in seinem Amt erst in Anspruchsloser Stille als Landprediger, dann Seegen schaffend und verbreitend an der Spitze der Geistlichkeit gewürkt. Sein Aeußeres sprach Kraft und Würde, sein Inneres war ganz Reinheit und christlicher Sinn. Er ließ sich das Schulwesen immer als Lieblingsfach angelegen seyn, entwarf eine Einrichtung zum allmähligen Aufbau neuer Schulhäuser, welche er auch den unzähligen Schwürigkeiten zum Theil schon ausführte, wuste bey den Visitationen auf Lehrer und Schüler und ganze Gemeinden gesegnetesten Eindruck zu machen, vervollkommnete das Seminar, und verschafte den Schullehrern höhere Besoldungen. Durch sein sehr vorzügliches christliches Lehrbuch half er einem großen Bedürfnis ab, und durch die Mittheilung seiner Wärme für Erwerbschulen entstanden deren in Städten und auf dem Lande, die bis er einschlummerte, unter seiner nahen Aufsicht waren. Er war das Hauptwerkzeug zur Instandsetzung besserer Armenanstalten, und eine Reise in dieser Absicht, ohne bey seinem kränklichen Körper die Witterung zu scheuen, beförderte leider wahrscheinlich das traurige bißige Schleim- und Nervenfieber, was ihn dahinriß. So stand er in der Blüte der Kraft des männlichen Alters in dem schönsten unbeschränktesten Würkungskreis, wohlgefällig vor Gott und Menschen da, als er unerwartet schnell vollendet ward.
Zartes Gefühl für Schicklichkeit, ungewöhnliche Reizbarkeit, bey allem Unrecht, wem es auch geschah, muhtiges Kämpfen gegen das Böse, großmuth in vollem Ausdruck, und ein überschwengliches Maaß von Liebe, womit er Alles umfaßte, was menschlich war, sind die ihm vorzüglich auszeichnenden Züge.
Er ruhte nie, er begann immer auf das neue edle Thaten, weil er immer Mittel fand wohl zu thun, zu retten, zu bessern und innig zu erfreuen; Er erwarb sich allgemeine Achtung, und der Besseren treueste Anhänglichkeit; doch so nahe er der Menschheit blieb, so fern schien er manchen Menschen, indessen schadete er niemand, und nützte seine Lage zu Fürbitten und zu Entschuldigungen. So beförderte er viel nützliches bey seinem verstorbenen Fürsten, dem er durch die gelungene Anstalt der Schullehrer-Witwencaffe, begründet durch die Leichenpredigt, die er ihm hielt, ein so rührendes Denkmal setzte, so war sein Einfluß  auf die Regentin, deren rathender Freund er war, deren unbeschränktes Zutrauen er nützte, um ihr ohne Scheu ihre Fehler zu sagen, und ihr das Gute zu zeigen, was ihr oblag. Er, der treueste Freund seiner Freunde, war der zärtliche Gatte eines edlen seiner würdigen Weibes, der liebevolle Vater seiner acht nun verwaisten Kinder. Ob ihm gleich seine Predigten, die er mit seltenem Fleiß und dem reinen Wahrheitssinn nie eine Sylbe zu sagen, die er nicht tief fühlte, ausarbeitete, viel Zeit nahmen und seine Geschäfte als Consistorialrath und Oberaufseher aller Schulen zahlreich und wichtig waren, er auch in allen Zweigen gelehrter Theologie, besonders in der Ereges mit unermüdetem Fleiß fortstudierte und viele gemeinnützige, wann auch eben nicht glänzende schriftstellerischen Arbeiten fertigte, und ein rührender geistlicher Dichter war, so erfreute der bewundernswürdig thätige Mann so viele durch häufigen lehrreichen Briefwechsel, und übernahm in den letzten Jahren, nur durch sein Herz aufgefordert und belohnt, den Religionsunterricht seiner und einiger befreundeter Kinder, und Vorlesungen über christliche Moral in den beyden ersten Classen des Gymnasiums. – Doch meine Feder sinkt, nicht, daß der Stoff erschöpft wäre, sondern weil der große allgemeine Verlust Schweigen gebietet, möge sein Geist fortleben in diesem Lande, und von Cöllns Nahme immer Bezeichnung eines wohltätigen Schutzgeistes seyn.“

## Werke (Auswahl)
- Beytrag zur Charakteristik des Lippeschen, Ritbergischen und Paderbornischen Bauern. In: Westphälisches Magazin zur Geographie, Historie und Statistik, 1784.
- Christlicher Unterricht nach der Geschichte und Lehre der Bibel für Kinder auf dem Lande. Duisburg, 1794.
- Rede nach der am 11ten October auf dem Gymnasio in Detmold gehaltenen öffentlichen Redeübung. Lemgo, 1797.
- Rede bei der Taufe des Prinzen Friederich Albrecht August zur Lippe. Lemgo, 1798.
- Beiträge zur Beförderung der Volksbildung. Lemgo, 1800.
- Christliches Lehrbuch zum Gebrauch für die Jugend in Bürger- und Landschulen. Lemgo, 1802.